# ロックマン ゼロ&ゼクス ダブルヒーローコレクション
『ロックマン ゼロ＆ゼクス ダブルヒーローコレクション』は、2020年2月27日にカプコンより発売された、『ロックマンゼロシリーズ』と『ロックマンゼクスシリーズ』を全て収録したオムニバスソフト。
PlayStation 4、Nintendo Switch、Xbox One、Windows PC（Steam）向けにダウンロード発売され、そのうちPS4版およびSwitch版はパッケージソフトとしても発売された。

## 収録タイトル
- ロックマンゼロ
- ロックマンゼロ2
- ロックマンゼロ3
- ロックマンゼロ4
- ロックマンゼクス
- ロックマンゼクス アドベント

## ゲームモード
ゲーム本編は日本版と海外版の切り替えができる。難易度を下げた「カジュアルシナリオモード」、ステージの途中から再開できるセーブポイントを設置した「アシストセーブ」、タイムアタック形式で行うモード「Zチェイサー」が追加されている。